# Rynek elektroniczny
Pojęcie rynku elektronicznego  (w skrócie ER, ang. electronic market), zwanego również rynkiem wirtualnym, powstało w latach 80. w pracach grupy badawczej z Massachusetts Institute of Technology. W literaturze brak jest ogólnej i powszechnie akceptowalnej definicji elektronicznego rynku. Wielu autorów tworzy zwykle ad hoc określenia, ukierunkowane jedynie na specyficzne zagadnienia. W pewnym stopniu wspomaganie i automatyzacja działalności rynkowej przez systemy informatyczno-telekomunikacyjne są utożsamiane z pojęciem rynku elektronicznego. Twierdzi się tak dlatego, iż w przyszłości wiele konwencjonalnych rynków będzie przekształcanych w ER, a także tworzonych będzie wiele nowych ER. Wielu autorów definiuje ER jako systemy sprzętu i oprogramowania komputerów (systemy rozproszone), u których podstaw leży koncepcja elektronicznej wymiany dokumentacji.

## Charakterystyczne cechy
- intensywny przepływ informacji
- interaktywność
- działalność na odległość
- wykorzystanie wielu technologii teleinformatycznych
- wykorzystanie usług internetowych